# Romi Ropati
Pas d'image ? Cliquez ici

a Compétitions nationales et continentales officielles uniquement.

b Matchs officiels uniquement.
Dernière mise à jour le 28 juillet 2018.
Romi Ropati, né le 20 juin 1976 à Auckland (Nouvelle-Zélande), est un joueur de rugby à XV international samoan évoluant aux postes de centre ou ailier (1,82 m pour 91 kg).

## Carrière
Il a eu sa première cape internationale le 1er novembre 2003, à l’occasion d’un match contre l'équipe d'Afrique du Sud.
En 2005, il signe pour une saison avec le club français du Castres olympique en Top 14. La saison suivante, il joue avec l'US Colomiers en Pro D2.
Après l'arrêt de sa carrière, il devient l’entraîneur de l'équipe de Tahiti à l'occasion des Qualifications pour la Coupe du monde 2019.

### Clubs successifs
- 1995-1996 : Auckland  Nouvelle-Zélande
- 1997-2002 : Highlanders  Nouvelle-Zélande
- 1997-2002 : Otago  Nouvelle-Zélande
- 2003-2005 : Toyota Verblitz  Japon
- 2005-2006 : Castres olympique  France
- 2006-2007 : US Colomiers  France
- 2008 : Counties Manukau  Nouvelle-Zélande

## Palmarès

### En club
- Vainqueur du NPC en 1996 avec les Auckland
- Vainqueur du NPC en 1998 avec les Otago

### Sélection nationale
- 2 sélections avec l'Équipe des Samoa de rugby à XV
- Nombre de sélections par année : 1 en 2003 et 1 en 2008
- Participation à la Coupe du monde de rugby 2003 (1 match, 1 comme titulaire)